# Estaleiro La Ciotat
O estaleiro de La Ciotat é um dos maiores estaleiros na França. Situado na comuna de La Ciotat, no departamento das Bocas do Ródano, teve início do século XIX e feachamento em 1989. No início de século XXI, o sítio industrial foi reutilizado para a manutenção de iates de luxo.

## Proprietários
Foram proprietários do estaleiros:
- 1848-1916 : Compagnie des Services Maritimes des Messageries Nationales (renomeado Messageries Impériales em 1853, que se tornou, em 1871, a Compagnie des Messageries Maritimes);
- 1916-1940 : Société provençale de constructions navales;
- 1940-1982 : Chantiers Navals de la Ciotat;[1]
- 1982-1987: Normed.

## Barcos excepcionais
- Narval
- Danube, 1854
- Ava, 1870
- Blois, 1970
- Pacific sky, 1984, P&O
- Ville de La Ciotat, 1779 et 1892
- Alceste, 1825
- Bonaparte, 1847
- Périclès, 1852
- Guienne, 1860
- Impératrice, 1860
- Anadyr, 1874
- Chili, 1875
- Australien, 1890
- Laos, 1897
- Annam, 1899
- Atlantique, 1900
- André Lebon, 1915
- Commissaire Ramel, 1921
- Mariette Pacha, 1925
- Mitydjien, 1949
- La Marseillaise, 1949